# Grand Prix Adygeja
Der Grand Prix Adygeja ist ein ehemaliges russisches Straßenrad-Etappenrennen.
Der Grand Prix Adygeja wurde im Jahr 2010 zum ersten Mal ausgetragen, ist Teil der UCI Europe Tour und in die UCI-Kategorie 2.2 eingestuft. Das Rennen findet jährlich im April statt.

## Siegerliste
| Jahr | Sieger          | Zweiter           | Dritter             |
| 2015 | Sergei Firsanow | Sergei Nikolajew  | Maxim Pokidow       |
| 2014 | Ilnur Sakarin   | Sergei Lagutin    | Sergei Firsanow     |
| 2013 | Andrij Chripta  | Witalij Popkow    | Ilnur Sakarin       |
| 2012 | Ilnur Sakarin   | Sergei Firsanow   | Alexander Budagarin |
| 2011 | Kirill Sinizyn  | Sergei Firsanow   | Jewgeni Reschetko   |
| 2010 | Witalij Popkow  | Olexandr Scheydyk | Waleri Walynin      |